# Idaea praetextaria
Idaea praetextaria là một loài bướm đêm trong họ Geometridae.